# Fatalidade (telenovela)
Fatalidade foi uma telenovela de Oduvaldo Vianna, baseada numa radionovela já exibida em 1947 pela emissora paulista Rádio São Paulo. A telenovela foi ao ar de 13 de setembro a 27 de novembro de 1965, às 19h30 na TV Tupi. José Parisi, além de ator, também foi o diretor da telenovela. Foi substituída por Ana Maria, Meu Amor, também protagonizada por Eva Wilma e John Herbert.

## Sinopse
Trata-se de uma história de amor originada pela luta de gerações e conflito entre duas famílias década de 1930.

## Elenco
| Ator/Atriz      | Personagem            |
| --------------- | --------------------- |
| Eva Wilma       | Maria Tereza          |
| John Herbert    | Jerome                |
| José Parisi     | Mário                 |
| Laura Cardoso   | Nicole                |
| Elias Gleizer   | Augusto               |
| Tânia Volpi     | Leocádia              |
| Rolando Boldrin |                       |
| Aída Mar        |                       |
| Marcos Plonka   |                       |
| Norah Fontes    |                       |
| Marta Greiss    |                       |
| Arlete Bilotta  | Filha de Maria Tereza |